# Round Island (Hongkong)
Round Island (kinesiska: 銀洲, 银洲) är en ö i Hongkong (Kina). Den ligger i den centrala delen av Hongkong. Arean är 0,17 kvadratkilometer.
Terrängen på Round Island är lite kuperad. Öns högsta punkt är 49 meter över havet. Den sträcker sig 0,6 kilometer i nord-sydlig riktning, och 0,5 kilometer i öst-västlig riktning.